# IC 4587
IC 4587 — галактика типу E (еліптична галактика) у сузір'ї Північна Корона.
Цей об'єкт міститься в оригінальній редакції індексного каталогу.